# A Blessing in Disguise
A Blessing in Disguise è il terzo album in studio del gruppo musicale norvegese Green Carnation, pubblicato nel 2003.

## Tracce
1. Crushed to Dust – 4:26
2. Lullaby in Winter – 7:49
3. Writings on the Wall – 5:26
4. Into Deep – 6:09
5. The Boy in the Attic – 7:13
6. Two Seconds in Life – 6:28
7. Myron and Cole – 5:53
8. As Life Flows By – 4:45
9. Rain – 8:06
10. Stay on These Roads (Vinyl version; cover A-ha)

## Formazione
- Kjetil Nordhus – voce
- Bjørn Harstad – chitarra, effetti
- Terje Vik Schei (a.k.a. Tchort) – chitarra
- Stein Roger Sordal – basso, chitarra, arpa
- Bernt A. Moen – tastiera, piano
- Anders Kobro – batteria